# 湯殿山 (山形県)
湯殿山（ゆどのさん）は、山形県鶴岡市及び同県西村山郡西川町にある、標高1,500mの山。月山、羽黒山と共に出羽三山の1つとして、修験道の霊場でもある。

## 概要

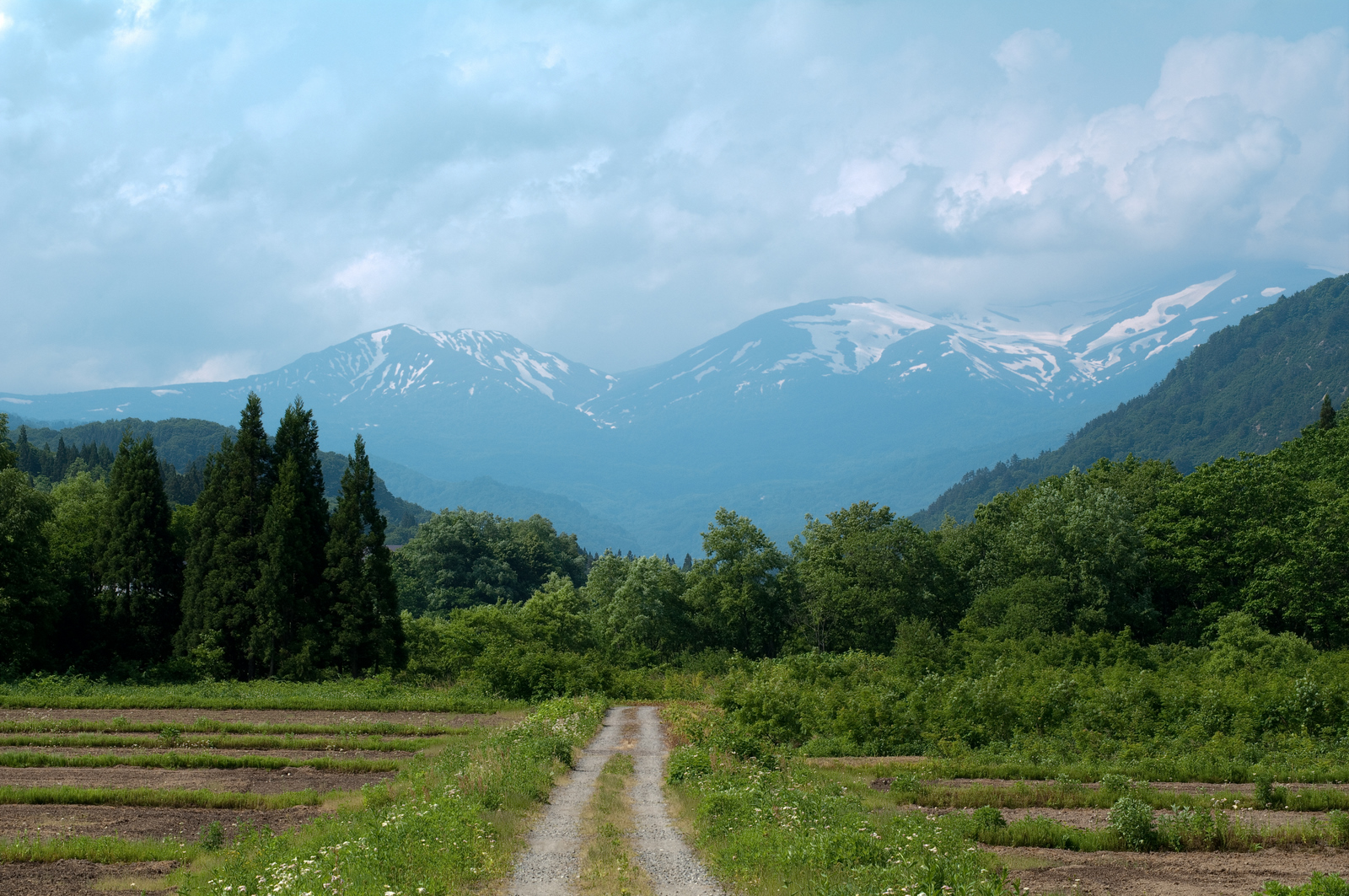
南から見た湯殿山 (左)、姥ヶ岳 (中央)、月山 (右端)。

湯殿山は古来より山岳信仰の対象とされており、同山の薬師岳の北の中腹の川沿いにある湯殿山神社は五穀豊穣や家内安全の御神徳があるとされている。この神社は、社殿も拝殿もないという点が大きな特徴である。
中世を通じて崇敬を集め、伊達政宗の母（義姫）は子宝を祈願し成就したことから深く帰依したという。天正7年（1579年）病を患った最上義光も治癒祈願した。
湯殿山神社とその周辺の詳細については、「語るなかれ、聞くなかれ」とされており、松尾芭蕉も『おくのほそ道』における湯殿山の部分については、「総じてこの山中の微細、行者の法式として他言することを禁ず。よって筆をとどめてしるさず」と記し、「語られぬ湯殿にぬらす袂かな 」と句を詠むのみにとどめている。

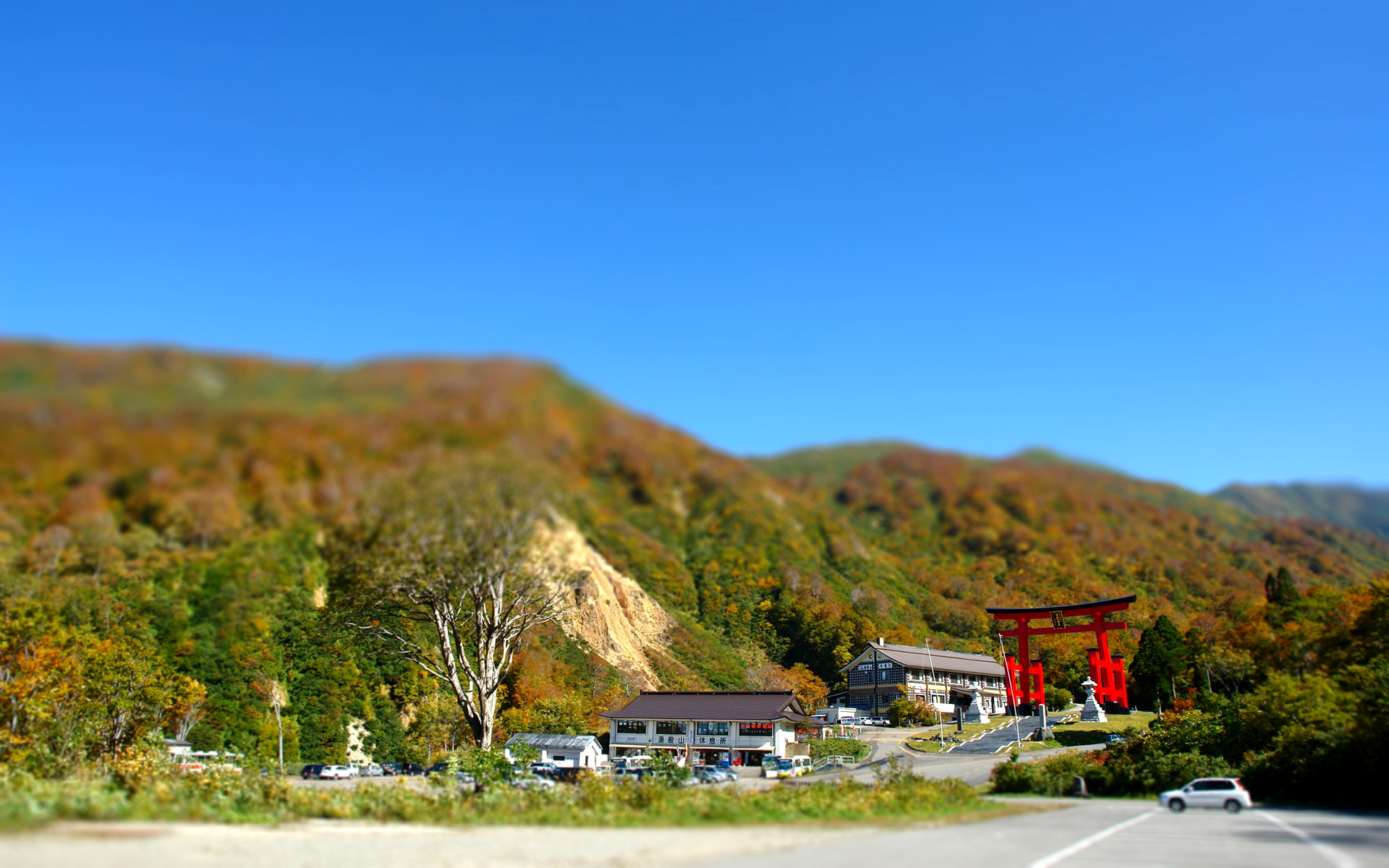
湯殿山神社周辺。

現在は、上述の御神体の近くまで道路が通じているほか、湯殿山から月山や羽黒山へ向かう登山路も開拓されてきている。バスでは、湯殿山神社の直近、徒歩で5分程度の距離の場所まで行くことができる。
湯殿山神社の本宮から月山への登山路は、出羽三山参拝の最難所とされており、特に中腹には、「水月光」「石月光」などの岩場が1.5kmほど続き、その間、鉄の梯子や鎖を利用して登らざるをえなくなる。なお、湯殿山神社から湯殿山の山頂までの登山道がないため、冬季は、月山道路（月山花笠ライン）の月山第一トンネルの入口や県立自然博物園の裏から、スキーによる登山を行う方が快適とする主張もある。

## 湯殿山スキー場
湯殿山スキー場は、第三セクターである湯殿山観光開発公社が運営してきた、2500mものコース延長を誇る庄内地方最大のスキー場であり、利用者は年間3万人以上といわれる。
なお、スキー場があるのは厳密には湯殿山ではなく、品倉山である。

### 経営悪化による公社の解散
湯殿山スキー場は近年利用客が減少し経営が悪化しており、湯殿山観光開発公社は、リフトの新設（1994年）等のためにした借入金（鶴岡市から3000万円、JA庄内たがわから1億1396万円）の返済に窮することとなった。このため公社は自らを解散し、筆頭株主である鶴岡市にスキー場の運営を引き継ぐことを検討し始めた。その流れを受け、2013年11月22日に鶴岡市の朝日中央公民館で公社の臨時株主総会が開催され、2014年夏までに資産や負債を整理して解散することを目的として、鶴岡簡易裁判所に対し債権者である鶴岡市とJA庄内たがわ間の調停を申し立てることが決議された。
鶴岡市長は公社の解散決定を受け、2013年11月25日の定例記者会見で、市が施設や土地を買い取る意向を明らかにした。市が負債を清算すれば経営は安定する見通しだという。なお鶴岡市などによるとスキー場は国有地に存在するため、廃業すれば原状復帰等のために20億円近い費用がかかるという。
2014年3月20日、鶴岡市は鶴岡簡易裁判所が示した、債務者・湯殿山観光開発公社と債権者・市及びJA庄内たがわとの調停案を受け入れることを決め、市議会3月定例会で関連議案が可決され、4月17日に調停が成立することとなった。
この調停案は公社の資産を市に売却するなどし、市からの借入金全額とJA庄内たがわからの借入金の一部とを返済し、そのうえで市がJAと損失補償契約を結び市がJAからの借入金の残額を弁済するというものだった。
公社は4月下旬の臨時株主総会にて解散の承認と清算人の選任を行い、夏に解散する予定となった。